# Madame de La Fayette
Marie-Madeleine Pioche de La Vergne, grevinde de La Fayette, også kendt som Madame de La Fayette (født 18. marts 1634 i Paris, død 26. maj 1693) var en fransk forfatter.
La Fayette blev i 1655 gift med en ældre greve. Hun bosatte sig i Paris, hvor hun gjorde sin salon til et centrum for en kreds af tidens mest fremtrædende skikkelser. I mange år havde hun et tæt venskab med den franske forfatter La Rochefoucauld.
I 1662 debuterede hun med den historiske roman La princesse de Montpensier. I 1678 skrev hun La princesse de Clèves som af litteratureksperter betragtes som den første moderne roman. Historien udspiller sig i midten af 1550'erne og er et psykologisk analyserende trekantsdrama. Hun skrev også Mémoires de la Cour de France pour les années 1688 et 1689  om erindringer fra sit liv ved det franske hof.